# 鞍斑鱗鯒
鞍斑鱗鯒為輻鰭魚綱鮋形目牛尾魚科的其中一種。分布於印度西太平洋區，包括南非、巴基斯坦、澳洲、印尼、馬爾地夫、東帝汶、巴布亞紐幾內亞、菲律賓、越南、東加、所羅門群島等海域，屬底棲性魚類，棲息深度在水深15至110公尺，本魚前鰓蓋骨棘3至5枚,向中線傾斜，眶前邊緣有2根向前及向上的棘。側線鱗片30或31枚,虹膜垂部分成兩葉或圓鋸齒狀的。在中央中的腹鰭有一個突出的黑色斑塊,在基底附近的一個較小的黑色斑塊。背鰭硬棘9枚；背鰭軟條11枚；臀鰭軟條10至11枚，體長可達11公分，喜砂泥質海底，以小魚、甲殼類為食。